# Tachygyna sonoma
Tachygyna sonoma Millidge, 1984 è un ragno appartenente alla famiglia Linyphiidae.

## Etimologia
Il nome proprio della specie deriva dalla contea californiana di Sonoma

## Caratteristiche
Gli esemplari maschili hanno lunghezza totale 1,30 mm; il cefalotorace è lungo 0,60 mm; le femmine sono leggermente più grandi.

## Distribuzione
La specie è stata rinvenuta negli USA: l'olotipo maschile è stato reperito nei pressi del Maacama Creek, nella contea californiana di Sonoma nel dicembre 1956

## Tassonomia
Al 2013 non sono note sottospecie e non sono stati esaminati nuovi esemplari dal 1984.